# Kongotaube
Die Kongotaube (Columba unicincta), auch Kongo-Waldtaube, ist eine Art der Taubenvögel. Sie kommt ausschließlich im westlichen Subsahara-Afrika vor.
Die Bestandssituation der Kongotaube wird mit least concern ‚ungefährdet‘ angegeben.

## Merkmale
Die Kongotaube erreicht eine Körperlänge von 36 Zentimetern und ist eine kompakt gebaute Taube, die in ihrer Gestalt an eine Ringeltaube erinnert. Es gibt keinen auffälligen Sexualdimorphismus. Sie wiegt zwischen 358 und 453 Gramm.
Bei dem Männchen ist die Stirn, der Scheitel, der Nacken und der Mantel blassgrau und geht am Ende des Mantels in ein Blaugrau über. Die Federn der Flügeldecken sind blass grau gesäumt, so dass die Flügel aus der Nähe wie geschuppt wirken. Der Rücken, der Bürzel und die Oberschwanzdecken sind blaugrau. Der Schwanz ist dunkel schiefergrau mit einem breiten weißen Querband an den äußeren Steuerfedern. Bei den inneren Steuerfedern ist dieses blassgrau, die Steuerfedern haben außerdem eine schwarze Spitze. Kinn und Kehle sind grauweiß, die Brust ist blass rosa und grau, der Bauch ist blass grau bis weiß. Die Flanken und die Unterseite der Flügel sind dunkelgrau. Die Unterschwanzdecken sind weiß. Die Iris ist orange bis rot, der Orbitalring ist leuchtend rot. Der Schnabel ist schieferblau und hellt zur Spitze hin auf. Die Füße und Beine sind schuppig grau.
Die Weibchen ähneln den Männchen mit ihrem Körpergefieder, sind aber auf der Körperunterseite matter rosa. Jungvögel weisen ein bräunliches Körpergefieder auf, das  auf Grund von isabellfarbenen und kastanienbraunen Federspitzen quergebändert wirkt.

## Verwechslungsmöglichkeiten
Die anderen Taubenarten, die im Verbreitungsgebiet der Kongo-Taube vorkommen, unterscheiden sich deutlich von ihr.
Die Rotschnabel-Oliventaube  ist kleiner und auf der Körperoberseite dunkler. Die Weißgenicktaube hat anders als die Kongo-Taube eine auffällige weiße Halsbinde. Die Glanzkopftaube ist kleiner, insgesamt dunkler und hat am hinteren Hals und auf dem Mantel auffällig irisierende Gefiederpartien.

## Verbreitungsgebiet und Lebensraum
Das Verbreitungsgebiet der Kongotaube erstreckt sich von Liberia bis in den Südosten von Uganda und den Nordwesten von Tansania. Von dort erstreckt sich das Verbreitungsgebiet bis nach Gabun und den Nordwesten von Angola. Das Verbreitungsgebiet weiter im Westen ist disjunkt. Es gibt isolierte Populationen in Liberia und der Elfenbeinküste, im Süden Ghanas, dem Westen Kameruns und dem Norden Ugandas. Isolierte Populationen gibt es außerdem im Nordwesten Angolas und in der Grenzregion zwischen Zaire, Sambia und Angola entlang des Kasais. Im Kongobecken ist es vom Süden Kameruns bis in den Südwesten von Uganda verbreitet. In Kamerun und Gabun ist die Taube lokal häufig. Sie ist grundsätzlich ein Standvogel, unternimmt aber bei entsprechender Nahrungsknappheit auch saisonale Wanderungen.
Die Kongotaube ist eine in Bäumen lebende Art, die in Primär- und Sekundärwald der Tiefebenen und Gebirge bis in Höhenlagen von 1600 Metern vorkommt. Sie hält sich überwiegend in den dichten Baumwipfeln auf. Wie andere waldlebende Tauben nutzt sie jedoch auch Lichtungen und überwachsene Plantagen, wenn diese in Waldgebieten liegen. Sie kommt in Angola auch auf Kaffeeplantagen vor.

## Lebensweise
Die Kongotaube kommt gewöhnlich in kleinen Trupps vor. Gelegentlich kommt es zur Bildung größerer Trupps, wenn das Nahrungsangebot entsprechend groß ist. Sie ist gemeinsam mit anderen waldbewohnenden Tauben gelegentlich auf landwirtschaftlichen Flächen zu sehen, wenn das Nahrungsangebot knapp ist. Die Fortpflanzungszeit fällt je nach Verbreitungsgebiet in unterschiedliche Zeiträume. In Zaire brütet sie beispielsweise im Juli und von Januar bis April. In Uganda brütet sie in den Monaten März und April. Das Nest wird hoch in Bäumen errichtet. Das Gelege besteht aus einem einzelnen weißen Ei. Über die Brutdauer und die Nestlingszeit liegen noch keine Daten vor. Vermutlich ist diese jedoch vergleichbar zu den der anderen Arten der Feldtauben.

## Einzelbelege
1. ↑   Rösler: Die Wildtauben der Erde, S. 89
2. ↑   Columba unicincta in der Roten Liste gefährdeter Arten der IUCN 2012. Eingestellt von: BirdLife International, 2012. Abgerufen am 17. Oktober 2016.
3. 1 2 3   Gibbs, Barnes und Cox: Pigeons and Doves, S. 192.
4. 1 2   Gibbs, Barnes und Cox: Pigeons and Doves, S. 193.